# Nicola Pagett
Nicola Mary Pagett Scott, nota semplicemente come Nicola Pagett (Il Cairo, 15 giugno 1945 – Londra, 3 marzo 2021) è stata un'attrice britannica, attiva in campo teatrale, televisivo e cinematografico.

## Biografia
Nacque al Cairo e crebbe tra Hong Kong, Cipro e il Giappone, seguendo il padre, maggiore dell'esercito britannico. Studiò alla Saint Maur International School di Yokohama e poi, dopo il ritorno nel Regno Unito, alla Royal Academy of Dramatic Art. Cominciò ad affermarsi sulle scene a metà degli anni sessanta, quando recitò con Vivien Leigh in un tour britannico della commedia La Contessa. In campo televisivo è nota soprattutto per il suo ruolo ricorrente in Su e giù per le scale e per aver interpretato Anna Karenina nella serie televisiva della BBC tratta dal romanzo omonimo di Tolstoj.

## Vita privata
Fu sposata con Graham Swannell dal 1974 al 1997 e la coppia ebbe un figlio. Nel 1997 le fu diagnosticato un disturbo bipolare e l'attrice successivamente raccontò della sua esperienza con la malattia nell'autobiografia Diamonds Behind My Eyes. È morta per un tumore al cervello nel marzo 2021 all'età di settantacinque anni.

## Filmografia parziale

### Cinema
- Anna dei mille giorni (Anne of the Thousand Days), regia di Charles Jarrott (1969)
- M'è caduta una ragazza nel piatto (There's a Girl in My Soup), regia di Roy Boulting (1970)
- E l'alba si macchiò di rosso (Operation Daybreak), regia di Lewis Gilbert (1975)
- Oliver's Story, regia di John Korty (1978)
- Un'avventura terribilmente complicata (An Awfully Big Adventure), regia di Mike Newell (1995)

### Televisione
- Gioco pericoloso (Danger Man) - serie TV, 1 episodio (1965)
- L'ispettore Gideon (Gideon's Way) - serie TV, 2 episodi (1965)
- Agente segreto (Man in a Suitcase) - serie TV, 1 episodio (1968)
- Doppia sentenza (Softly Softly) - serie TV, 1 episodio (1968)
- Attenti a quei due (The Persuaders!) – serie TV, episodio 1x13 (1971)
- Su e giù per le scale (Upstairs, Downstairs) - serie TV, 13 episodi (1972-1973)
- Poliziotti in cilindro: i rivali di Sherlock Holmes (The Rivals of Sherlock Holmes) - serie TV, 1 episodio (1973)
- L'ispettore Regan (The Sweeney) - serie TV, 1 episodio (1975)
- Anna Karenina - serie TV, 10 episodi (1977)

## Teatrografia parziale
- The Contessa, di Paul Osborn e Maurice Druon, regia di Robert Helpmann. Newcastle upon Tyne, Manchester e Liverpool (1965)
- Spettri, di Henrik Ibsen, regia di Jonathan Miller. Greenwhich Theatre di Londra (1974)
- Il gabbiano, di Anton Čechov, regia di Jonathan Miller. Greenwhich Theatre di Londra (1974)
- Amleto, di William Shakespeare, Jonathan Miller. Greenwhich Theatre di Londra (1974)
- Le nozze di Figaro, di Pierre-Augustin Caron de Beaumarchais, regia di Jonathan Miller. Old Vic di Londra (1974)
- Vecchi tempi, di Samuel Beckett, regia di David Jones. Haymarket Theatre di Londra (1984)
- La Répétition ou l'Amour puni, di Jean Anouilh, regia di Ian McDiarmid. Almeida Theatre e Garrick Theatre di Londra (1990)

## Doppiatrici italiane
- Lorenza Biella in Anna dei mille giorni